# Gråberg
Gråberg (även kallat gångart), är den modernare termen som inom berg- och mineralteknik i allt högre grad ersatt det äldre uttrycket varp . 
Gråberg är inom gruvnäringen benämningen på det berg som inte är malm. 
Det är följaktligen en ekonomisk term och säger ingenting om bergartens kemiska sammansättning. Metallhalterna i malm är ofta mycket låga, vilket gör att stora mängder malm måste brytas för varje gram koncentrerad metall. När malmen kommer upp från gruvan innehåller den fortfarande stora mängder oönskade mineral. Dessa kallas med ett samlingsnamn för gråberg.

## Övrig betydelse
För gråberg i en allmän och folklig benämning se gråsten.